# Hans-Jürgen Auffermann
Hans-Jürgen Auffermann (1 de outubro de 1914 — 8 de julho de 1943) foi um comandante de U-Boot que serviu na Kriegsmarine durante a Segunda Guerra Mundial.

## Carreira

### Patentes
| Offiziersanwärter    | 8 de abril de 1934    |
| Fähnrich zur See     | 1 de julho de 1935    |
| Oberfähnrich zur See | 1 de janeiro de 1937  |
| Leutnant zur See     | 1 de abril de 1937    |
| Oberleutnant zur See | 1 de abril de 1939    |
| Kapitänleutnant      | 1 de setembro de 1941 |

### Condecorações
| Cruz de Ferro 2ª Classe         | julho de 1941                       |
| Badge de Guerra dos U-Boot 1939 | 28 de agosto de 1941                |
| Cruz de Ferro 1ª Classe         | 1942                                |
| Cruz Germânica em Ouro          | 7 de janeiro de 1944 (postumamente) |

### Patrulhas
|       | U-Boot | Partida               | Partida      | Chegada                 | Chegada      | Dias     | Toneladas |
| ----- | ------ | --------------------- | ------------ | ----------------------- | ------------ | -------- | --------- |
|       | U-514  | 12 de agosto de 1942  | Kiel         | 13 de agosto de 1942    | Kristiansand | 2 dias   |           |
| 1     | U-514  | 15 de agosto de 1942  | Kristiansand | 9 de novembro de 1942   | Lorient      | 87 dias  | 22,812    |
| 2     | U-514  | 9 de dezembro de 1942 | Lorient      | 12 de fevereiro de 1943 | Lorient      | 66 dias  |           |
| 3     | U-514  | 15 de abril de 943    | Lorient      | 22 de maio de 1943      | Lorient      | 38 dias  |           |
| 4     | U-514  | 1 de julho de 1943    | Lorient      | 8 de julho de 1943      | Afundado     | 8 dias   |           |
| Total | Total  | Total                 | Total        | Total                   | Total        | 199 dias | 38 082t   |

### Sucessos
- 4 navios afundados num total de 16,329 GRT
- 2 navios danificados num total de 13,551 GRT
- 2 navios com perda total somando 8,202 GRT

| Data                   | U-Boot | Nome da Embarcação             | Toneladas | Nacionalidade   |       |
| ---------------------- | ------ | ------------------------------ | --------- | --------------- | ----- |
| 6 de setembro de 1942  | U-514  | Helen Forsey                   | 167       | britânico       |       |
| 11 de setembro de 1942 | U-514  | Cornwallis (danificado)        | 5,458     | canadense       |       |
| 15 de setembro de 1942 | U-514  | Kioto                          | 3,297     | britânico       |       |
| 28 de setembro de 1942 | U-514  | Lages (perda total)            | 5,472     | brasileiro      |       |
| 28 de setembro de 1942 | U-514  | Osório (perda total)           | 2,730     | brasileiro      |       |
| 12 de outubro de 1942  | U-514  | Steel Scientist                | 5,688     | norte-americano |       |
| 3 de janeiro de 1943   | U-514  | British Vigilance (danificado) | 8,093     | britânico       | TM-1  |
| 27 de janeiro de 1943  | U-514  | Charles C. Pinckney            | 7,177     | norte-americano | UGS-4 |
| Total                  | Total  | Total                          | 38 082    |                 |       |